# 侯度 (康熙進士)
侯度，四川省順慶府營山縣城北石山舖人，清朝政治人物。進士出身。

## 生平
康熙五十四年（1715年）乙未科進士，授翰林院編修、工部虞衡司郎中。卸任担任成都锦江书院主讲，著《锦江书院学规》。